# Proapteryx
Proapteryx micromeros là một loài chim Kiwi cổ xưa đã tuyệt chủng được biết đến từ trầm tích của thế Miocen sớm của Khu bảo tồn Saint Bathans ở Otago, New Zealand. Proapteryx micromeros là loài duy nhất được phân loại trong chi Proapteryx.

## Đặc điểm
Loài Proapteryx có ngoại hình nhỏ hơn đáng kể so với những con chim Kiwi hiện đại ngày nay, chúng chỉ nặng khoảng 234,1-377g (so vớiloai2 Kiwi còn sống nhỏ nhất là Apteryx owenii thì cũng đã nặng ít nhất 800 g). Nó có những chân sau mảnh khảnh một cách rõ rệt, có thể so sánh được với chim bay giống như loài Gallirallus philippensis hơn so với các loài Kiwi còn tồn tại và nó được cho là đã có khả năng bay được, hoặc đã tiến hoá tương đối gần đây từ các tổ tiên biết bay.

## Vai trò
Thực tế là Proapteryx thiếu chuyên biệt hóa về lối sống trên mặt đất, không bay, sự ủng hộ giả thuyết rằng các tổ tiên của chim kiwi đã bay tới New Zealand từ Úc trong thế Miocen, sau khi những con chim khổng lồ Moa phát triển thành các hình thức hiện đại của chúng (các mẫu vật còn lại còn được biết đến từ Saint Bathans là những giống chim không bay).
Khẳng định phân tích di truyền học và hình thái cho thấy rằng hai lớp (clade) đã đến New Zealand một cách độc lập, và chúng không liên quan mật thiết. Cùng với chim Moa, chúng tạo thành một lớp clade với các loài như Kiwi, đà điểu đầu mào Cassowary và chim Emu. Chim Kiwi cũng đã được tìm thấy bởi các nghiên cứu phân tử để được các phân loại (taxa) chị em của chim voi. Proapteryx thiết lập sự tồn tại của ở Úc gần đây như là ở Miocene sớm, chỉ ra rằng các loài chim ở Malagasy có thể bay qua Ấn Độ Dương trong khoảng thời gian này.